# Oder (Harz)
L'Oder est une rivière d'environ 56 km coulant au cœur de l'Allemagne, et un affluent de la Rhume, donc un sous-affluent de la Weser par la Leine et l'Aller.

## Géographie
L'Oder prend sa source dans le district de Goslar, au cœur du massif montagneux du Harz.
Après un parcours en direction du sud-ouest, l'Oder change de direction près de Bad Lauterberg pour repartir légèrement en direction du nord-ouest.
L'oder se jette enfin dans la Rhume à hauteur de Katlenburg-Lindau.

## Faune
En raison de son environnement humide, l'Oder abrite une multitude d'espèces animales (héron cendré, aigrette garzette, truite, rat d'eau, etc.) et végétales.

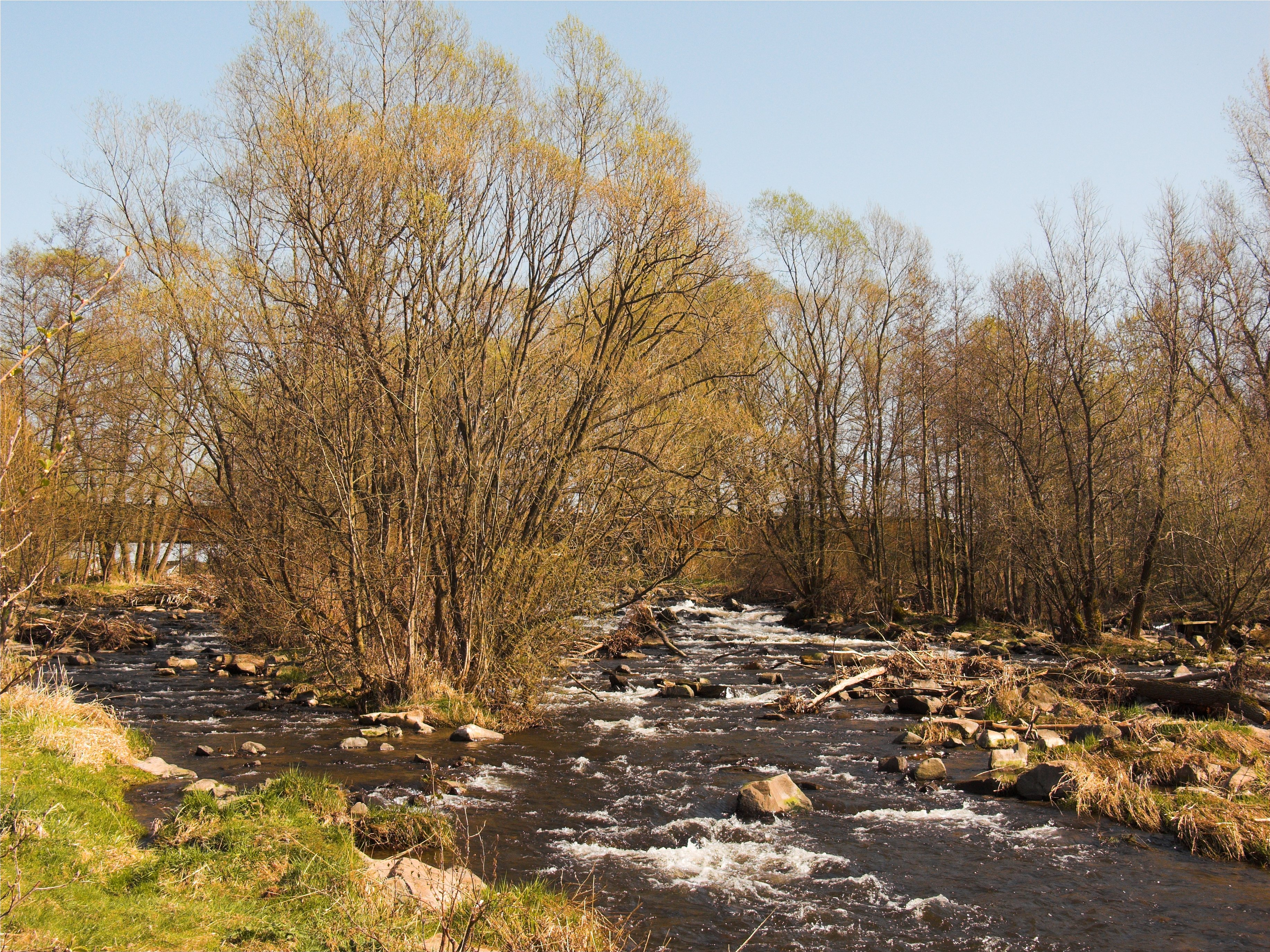
l'Oder à Wulften am Harz avec en arrière-plan l'ancien pont ferroviaire 'Bimmelbrücke'.

## Villes et communes riveraines
- Oderbrück, Oderhaus, Bad Lauterberg, Pöhlde, Hattorf am Harz, Wulften am Harz, Katlenburg-Lindau

## Affluents
- Sperrlutter
- Lutter
- Sieber